# Pointvillers
Pointvillers är en kommun i departementet Doubs i regionen Bourgogne-Franche-Comté i östra Frankrike. Kommunen ligger i kantonen Quingey som tillhör arrondissementet Besançon. År 2013 hade Pointvillers 142 invånare.

## Befolkningsutveckling
Antalet invånare i kommunen Pointvillers
Referens:INSEE